# Ouratea riedeliana
Ouratea riedeliana är en tvåhjärtbladig växtart som beskrevs av Adolf Engler. Ouratea riedeliana ingår i släktet Ouratea och familjen Ochnaceae. Inga underarter finns listade i Catalogue of Life.